# William Regal
Darren Kenneth Matthews, lepiej znany jako William Regal (ur. 10 maja 1968) – angielski wrestler. Matthews aktualnie pracuje w World Wrestling Entertainment, występując jako Generalny Manager WWE NXT.
Regal był 4-krotnym Television Championem. W WWF-ie, posiadał wiele tytułów, m.in. WWE Intercontinental Championship, WWE European Championship, WWE Hardcore Championship, czy WWE World Tag Team Championship. Regal był także komisarzem WWF oraz głównym menedżerem brandu Raw. W 2008 Regal wygrał prestiżowy turniej 2008 King of the Ring.
Był mentorem w programie WWE NXT jego podopiecznym był Skip Sheffield, który z programem pożegnał się jako pierwszy, jednak powrócił jak inni debiutanci jako The Nexus. Jest także komentatorem w NXT.

## Tytuły i osiągnięcia
- Memphis Championship Wrestling
  - MCW Southern Heavyweight Championship (1 raz)[6]

- Pro Wrestling Illustrated
  - PWI uznało go za 18. spośród 500 najlepszych wrestlerów 1994 roku[7]

- World Championship Wrestling
  - WCW World Television Championship (4 razy)

- World Wrestling Entertainment
  - WWF/E European Championship (4 razy) (Najwięcej razy)
  - WWE Hardcore Championship (5 razy)
  - WWF/E Intercontinental Championship (2 razy)
  - WWE World Tag Team Championship (4 razy) – z Lance Storm (2), Eugene (1), oraz Tajiri (1)
  - Zwycięzca turnieju King of the Ring (2008)

WWE Championship (1 raz)
WWE United States Championship (3 razy)